# Прешов (район)
Район Прешов — район Словакии. Находится в Прешовском крае. Административный центр — город Прешов. На северо-востоке граничит с районами Бардеёв и Свидник, на востоке с районом Вранов-над-Топлёу, на юге с Кошицким краем, на западе с районом Левоча, на северо-западе с районом Сабинов.
Площадь составляет 934 км ², население — 161 782 человек (2001).
На территории района Прешов находится 91 населенных пунктов, в том числе 2 города.

## Население
| Год:        | 1994    | 2004    | 2014    | 2024    |
| ----------- | ------- | ------- | ------- | ------- |
| Broj ljudi: | 156 452 | 163 743 | 171 778 | 175 447 |
| Разница:    |         | +4,66 % | +4,90 % | +2,13 % |

### Статистические данные (2001)
Национальный состав:
- Словаки — 94,2 %
- Цыгане — 2,6 %
- Русины/Украинцы — 1,4 %
- Чехи — 0,6 %

Конфессиональный состав:
- Католики — 74,3 %
- Греко-католики — 7,7 %
- Лютеране — 5,5 %
- Православные — 1,1 %